# Roudolphe Douala
Roudolphe Douala M'Bele (né le 25 septembre 1978 à Douala) est un footballeur camerounais.Il mesure 176 cm pour 75 kg.
C'est un milieu de terrain/attaquant international, connu pour sa vitesse. 

## Biographie
Il commence sa carrière à l'AS Saint-Étienne mais se révèle au Portugal, en jouant pour le Boavista FC, l'Uniao Leiria et finalement le Sporting.
Lors de la saison 2006-2007, Roudolphe Douala est prêté à Portsmouth FC avec option d'achat. Son transfert est dévoilé le dernier jour de la période des transferts de l'été 2006, avec également l'arrivée d'Andy Cole et Niko Kranjčar pour un montant total de 4 millions de livres. Au départ, il semble peu probable que Harry Redknapp valide son option d'achat, Douala se cantonnant à un rôle de remplaçant peu utilisé. Cependant, à partir du début de janvier 2007, celui-ci prend un rôle plus important dans l'effectif de Portsmouth, gagnant même une place de titulaire lors d'un match contre Wigan Athletic. Il est ainsi de plus en plus utilisé, principalement comme remplaçant.
Durant la période des transferts du début de l'année 2007, des spéculations ont lieu le concernant, à propos d'un éventuel départ de Portsmouth, le joueur étant frustré par son manque de temps de jeu à Fratton Park. Un départ jamais concrétisé, car Douala manifeste son désir de rester, son rôle étant de plus en plus important au sein de l'équipe première. Il révélera plus tard que « le dernier jour de la période des transferts, deux clubs n'ont cessé de m'appeler tout au long de la journée, mais j'ai dit 'Je veux rester'. »
Il joue son premier match de Premier League à l'extérieur contre Newcastle United, en tant que remplaçant de seconde mi-temps. Une fois le prêt à Portsmouth terminé, il retourne au Sporting, et rejoint finalement son ancien club formateur, l'AS Saint-Étienne, pour un montant non révélé, le 14 juillet 2007.
Le 1er juillet 2008, Douala est laissé libre de tout contrat. En janvier 2009, il résilie son contrat qu'il avait contracté en début de saison au PAE Asteras Tripolis. Le 22 mars 2009, il signe un contrat avec Plymouth Argyle. 
Après un bref passage à l'Asf (42), il rejoint le club de PHR Haut Lyonnais à l'été 2014.

## Palmarès
- Finaliste de la Coupe du Portugal en 2003 avec l'União Leiria
- Finaliste de la Coupe UEFA en 2005 avec le Sporting Portugal